# Пестроклювая селенидера
Пёстроклювая селенидера (лат. Selenidera maculirostris) — вид птиц из семейства тукановых. Подвидов не выделяют.

## Распространение
Обитают в лесах юго-восточной части Бразилии (Атлантический лес), а также на территории Аргентины и Парагвая.

## Описание

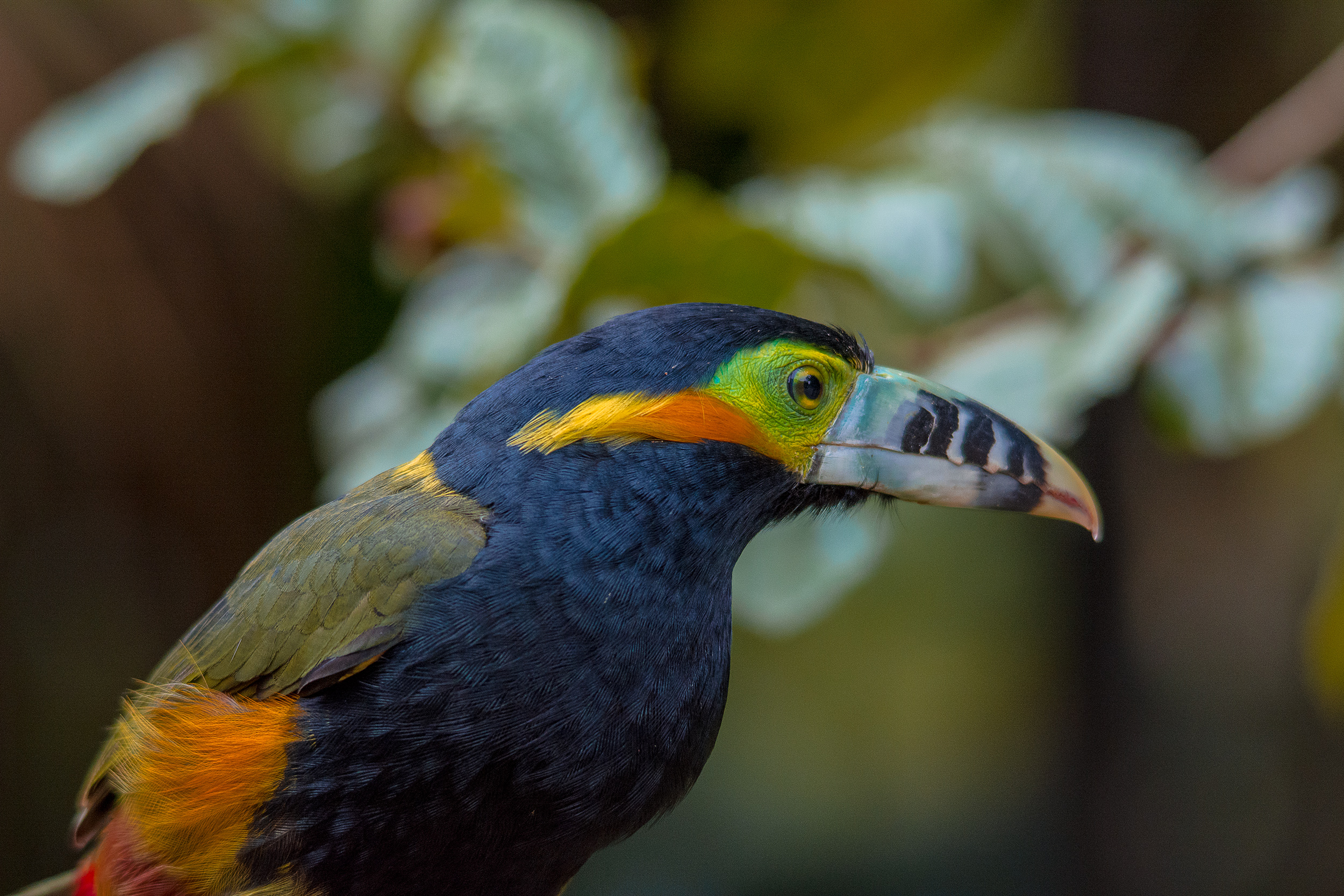

Длина тела 35 см, вес 140—200 г. Спинки и у самца, и у самки оливково-зелёные.

## Образ жизни
Чаще всего встречаются парами, сидящими на ветках тропических деревьев в среднем или верхнем ярусе леса. Питаются фруктами и насекомыми.